# Sport paralimpici

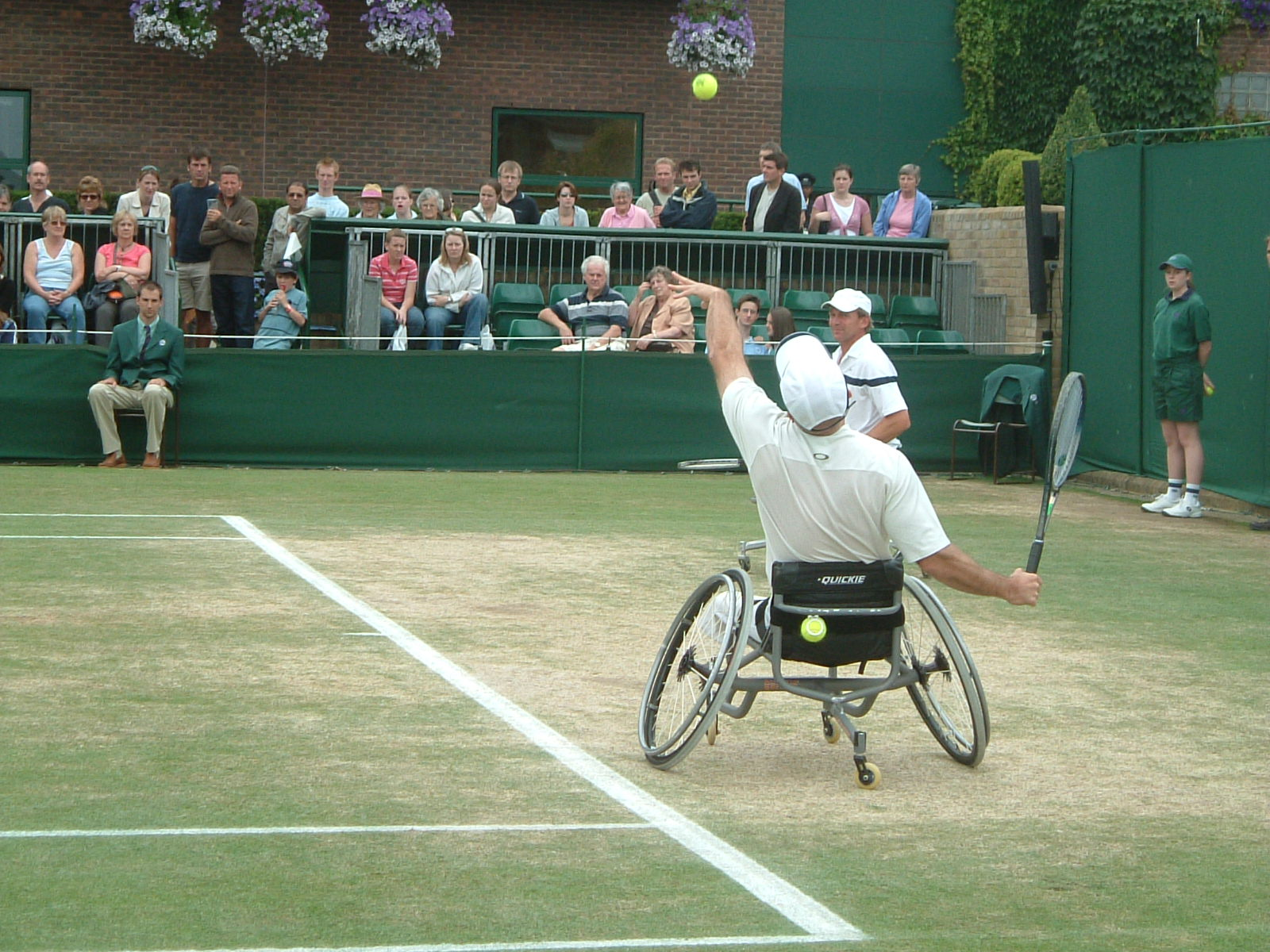
Il tennis in carrozzina, uno degli sport paralimpici

Con sport paralimpici si intendono tutte le competizioni sportive previste nei Giochi paralimpici estivi ed invernali, organizzate e realizzate sotto la sorveglianza del Comitato Paralimpico Internazionale e varie altre organizzazioni sportive internazionali. Al 2016, le paralimpiadi estive includono 22 sport e 526 medaglie assegnabili, mentre quelle invernali prevedono 6 sport con 72 medaglie. Come per i Giochi olimpici, il numero di eventi disputabili può cambiare da una paralimpiade alla successiva.
I Giochi paralimpici sono manifestazioni multisportive internazionali per atleti principalmente con disabilità fisiche, quali difficoltà nella deambulazione, amputazioni, cecità e paralisi cerebrale.

## Origine
Sono sport organizzati per persone con sindrome di down e per disabili, nacquero nell'ambito della riabilitazione: in seguito alla seconda guerra mondiale, come risposta alle esigenze di molte vittime di guerra civili e militari, questi sport divennero una parte chiave della riabilitazione. Dall'ambito riabilitativo si passò allo sport ricreativo fino a quello competitivo. Il pioniere di questo approccio fu Ludwig Guttmann dell'Ospedale di Stoke Mandeville, nel Regno Unito. Mentre si svolgevano i Giochi olimpici di Londra 1948, Guttmann organizzò competizioni sportive per atleti in carrozzina, proprio a Stoke Mandeville. L'evoluzione di questa competizione furono i Giochi paralimpici, il primo dei quali fu Roma 1960.

## Organizzazione

Il simbolo delle Paralimpiadi

A livello globale, il Comitato Paralimpico Internazionale è riconosciuto come organizzazione leader, con governance diretta su nove sport e responsabilità sui Giochi Paralimpici e altre manifestazioni multisportive per disabili. Altre organizzazioni internazionale, tra cui per esempio l'International Blind Sports Federation, gestiscono più sport relativamente ad alcune categorie di disabilità. In aggiunta, alcune federazioni per singoli sport sono responsabili sia per la categoria di atleti disabili che per quella di normodotati come la Fédération équestre internationale, mentre altre federazioni per singoli sport gestiscono esclusivamente lo sport per disabili come accade per la pallacanestro in carrozzina.
A livello nazionale, vi sono diverse organizzazioni responsabili degli sport paralimpici, inclusi i Comitati Paralimpici nazionali, tutti membri del Comitato Paralimpico Internazionale.

## Categorie di disabilità

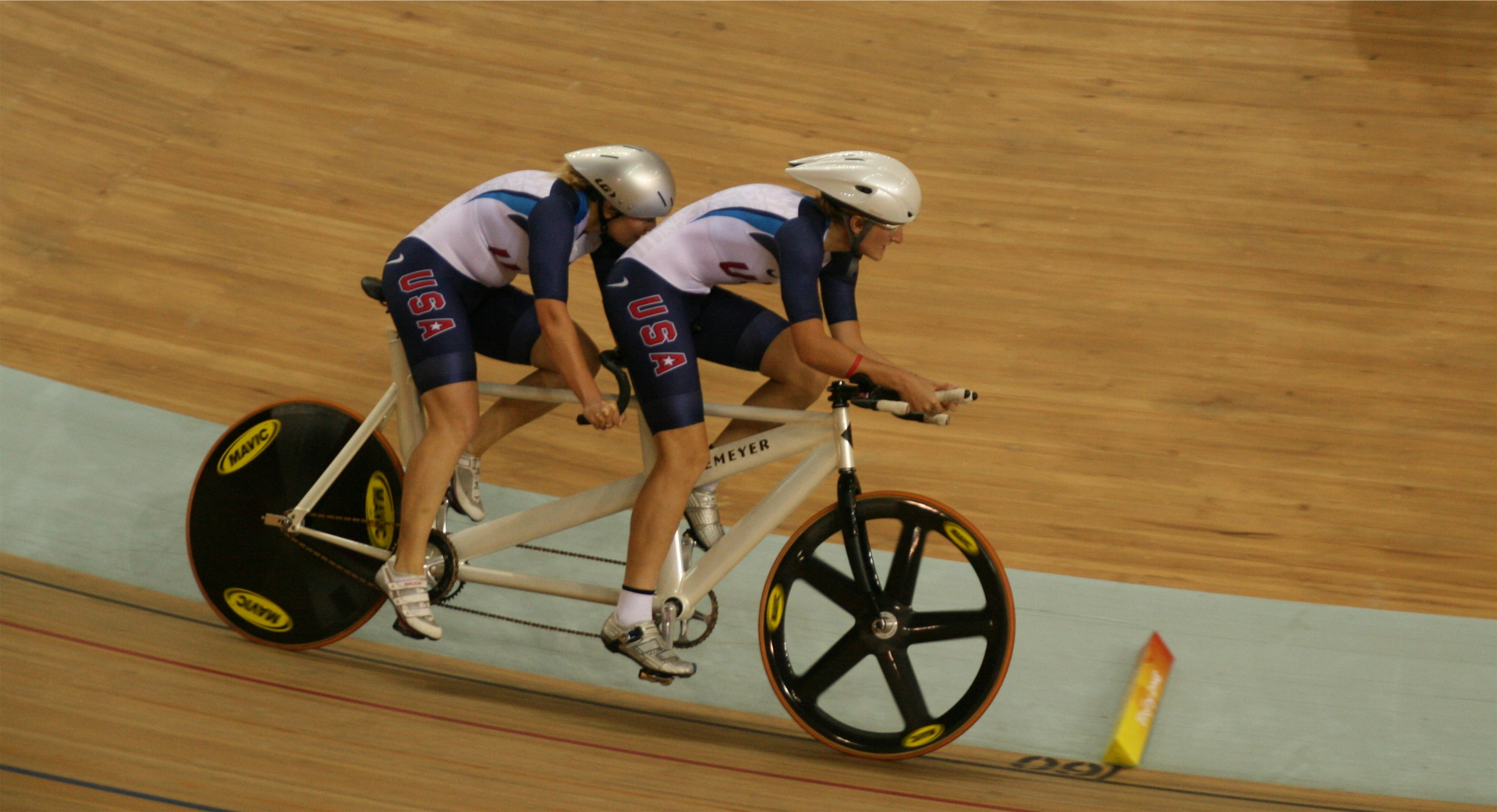
Ciclismo: Karissa Whitsell e Mackenzie Woodring (pilota) della nazionale statunitense a Pechino 2008

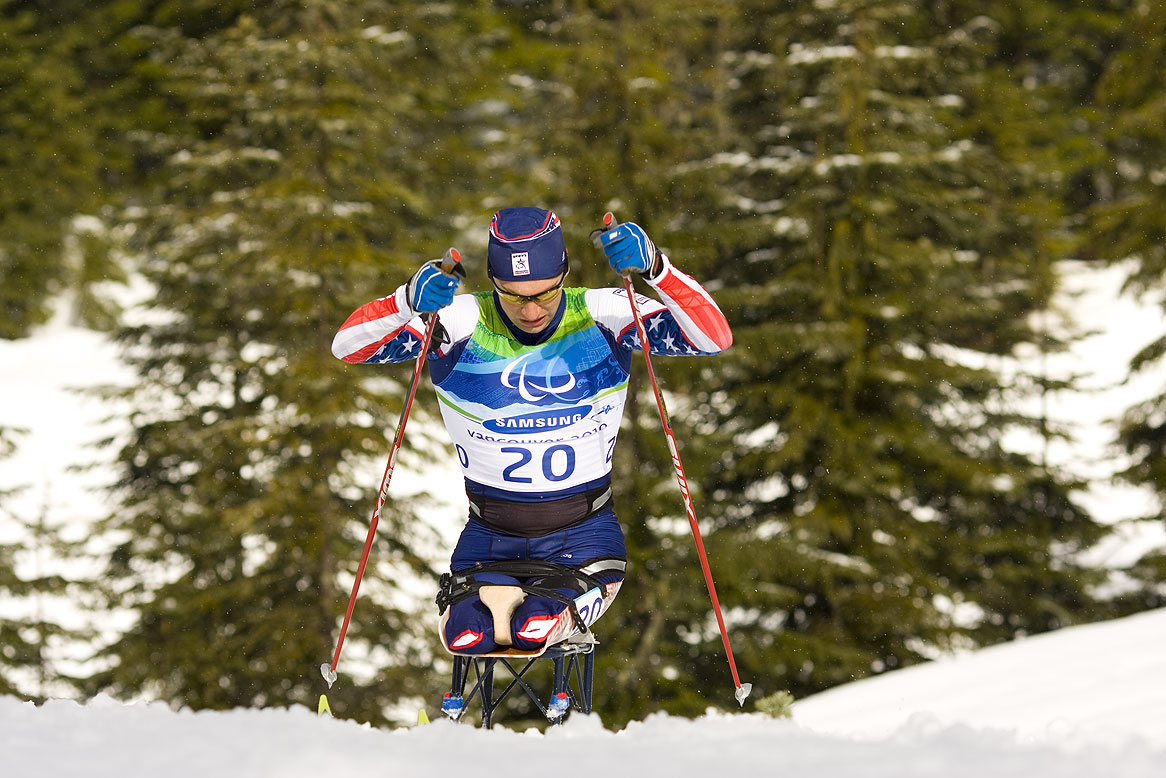
Biathlon: Andy Soule della nazionale statunitense a Vancouver 2010

Gli atleti che partecipano ai Giochi paraolimpici sono divisi in dieci categorie, in base al tipo di disabilità:
disabilità fisica - Ci sono otto differenti tipologie:
- potenza muscolare - la forza generata da un muscolo, dai muscoli di un arto o di una parte del corpo è ridotta, per esempio a causa di una ferita spinale, della spina bifida o della poliomielite.
- Movimento ridotto - il range del movimento di uno o più giunti articolari è ridotto in modo sistematico. Condizioni acute di artrite non sono incluse.
- Perdita o deficit di un arto - totale o parziale assenza di ossa o articolazioni dovuta a parziale o totale amputazione, causata da malattie, traumi o deficit congeniti come la micromelia.
- Differenza di lunghezza delle gambe - lunghezza differente significativa di un osso di una gamba dovuta a deficit o trauma.
- Statura bassa - statura ridotta a causa delle gambe, delle braccia o del tronco più corti a causa di deficit muscolo-scheletrici o relativi alle strutture ossee o cartilaginee.
- Ipertonia - l'ipertonia è una crescita abnorme nella tensione muscolare e una capacità ridotta del muscolo di distendersi. L'ipertonia può essere provocata da ferite, malattie o condizioni relative a danni al sistema nervoso centrale come una paralisi cerebrale.
- Atassia - l'atassia consiste nella mancanza di coordinazione del movimento muscolare dovuta per esempio ad una paralisi cerebrale o all'atassia di Friedreich.
- Atetosi - l'atetosi è caratterizzata generalmente da un movimento non bilanciato, involontario, e al mantenimento difficoltoso di una postura simmetrica dovute per esempio ad una paralisi cerebrale o alla coreoatetosi.

Disabilità visive - gli atleti appartenenti a questa categoria soffrono di disabilità visive parziali, ma sufficienti da essere considerati legalmente ciechi, o totali. Sono incluse forme di disabilità relative ad una o più componenti del sistema visivo, ovvero struttura oculare, recettori, nervo ottico e corteccia visiva. Le guide per atleti con disabilità visive sono una parte essenziale della competizione, tanto che atleta e guida sono considerati una squadra. Dal 2012, anche le guide possono ricevere una medaglia in caso di podio.
Disabilità intellettive - alla categoria appartengono atleti con significativi deficit nelle funzioni intellettive e limitazioni associate. Il Comitato Paralimpico Internazionale si occupa prevalentemente di disabilità fisiche, ma ad alcuni Giochi Paralimpici vi sono stati eventi per atleti con disabilità intellettive. Tuttavia, i Giochi olimpici speciali, riconosciuti dal Comitato Olimpico Internazionale, sono aperti a tutte le persone con disabilità intellettive.
La categoria di appartenenza determina contro quali atleti si compete e a quali sport si partecipa. Alcuni sport sono aperti a più categorie, come il ciclismo, mentre altre sono ristrette ad una sola, come per il calcio a 5 per ciechi. In alcuni sport con più categorie, gli atleti competono all'interno della categoria di appartenenza, come per l'atletica leggera, mentre in altre gli atleti competono in eventi inter-categoria, come accade nel nuoto. Gli eventi paralimpici sono chiamati con il nome e tipo della disciplina, il genere degli atleti e la categoria di disabilità relativa alla gara.

## Classificazione
Una componente primaria degli sport paralimpici è la classificazione. Essa dà una struttura alle competizioni che permette agli atleti di competere contro altri aventi similari disabilità o livello di funzionalità fisica. Questa classificazione è del tutto simile alle categorie, per esempio di peso, tipiche degli sport per normodotati.
La classificazione avviene attraverso vari processi che dipende dal gruppo a cui appartiene la disabilità e dallo sport a cui partecipano. La valutazione può includere un esame fisico o medico, una valutazione tecnica di come l'atleta esegue determinate funzioni fisiche relative allo sport, oltre ad un'osservazione della performance dell'atleta in competizione e fuori competizione. Ogni sport ha il suo sistema specifico di classificazione che fa parte delle regole dello sport stesso.

## Discipline

### Giochi Paralimpici estivi
- Atletica leggera paralimpica
- Badminton paralimpico
- Boccia
- Calcio a 5 per ciechi
- Canoa paralimpica
- Canottaggio paralimpico
- /  Ciclismo paralimpico (su strada e su pista)
- Equitazione paralimpica
- Goalball
- Judo paralimpico
- Nuoto paralimpico
- Pallacanestro in carrozzina
- Sitting volley
- Pesistica paralimpica
- Rugby in carrozzina
- Scherma in carrozzina
- Taekwondo paralimpico
- Tennis in carrozzina
- Tennistavolo paralimpico
- Tiro a segno paralimpico
- Tiro con l'arco paralimpico
- Triathlon paralimpico

### Giochi Paralimpici invernali
- Biathlon paralimpico
- Curling in carrozzina
- Hockey su slittino
- Sci alpino paralimpico
- Sci di fondo paralimpico
- Parasnowboard
- Parabob